# Steve Sedgley
Stephen Philip ("Steve") Sedgley (Enfield, 26 mei 1968) is een Engels voormalig betaald voetballer die doorgaans als centrale verdediger speelde. Sedgley kon ook als verdedigende middenvelder uit de voeten. Hij won de FA Cup met Coventry City in 1987 en met Tottenham Hotspur in 1991.

## Clubcarrière
Sedgley debuteerde in het betaald voetbal bij Coventry City, waarmee hij in 1987 de FA Cup won. Zijn latere werkgever Tottenham Hotspur werd met 3–2 verslagen na verlenging. Het was de eerste trofee in de clubgeschiedenis van Coventry City. Sedgley zat de volledige finale op de invallersbank. In 1989 maakte hij de overstap naar Spurs, dat £ 750.000 voor hem betaalde aan Coventry City. Met Tottenham, waarvoor hij meer dan 180 officiële wedstrijden speelde, won Sedgley opnieuw de FA Cup in 1991. Ditmaal was hij basisspeler. Nottingham Forest werd met 1–2 verslagen na verlenging. Het verloop van de finale was een kopie van het scenario van de finale in 1987. Des Walker scoorde een eigen doelpunt, waardoor Tottenham de beker won. In 1987 maakte Gary Mabbutt een eigen doelpunt, waardoor Coventry City de beker won. Sedgley verliet Spurs in 1994 en vertrok naar toenmalig Premier League-club Ipswich Town. Sedgley maakte deel uit van het elftal dat met 9–0 werd vernederd door Manchester United op 4 maart 1995. Dit was de grootste nederlaag in de Premier League totdat Leicester City op 25 oktober 2019 met 0–9 ging winnen uit bij Southampton. Sedgley en Ipswich Town degradeerden in 1995 uit de Premier League. Van 1997 tot 2000 speelde hij nog voor Wolverhampton Wanderers.

## Erelijst
| Competitie        |               |               |
| Competitie        | Aantal        | Jaren         |
| Coventry City     | Coventry City | Coventry City |
| ----------------- | ------------- | ------------- |
| FA Cup            | 1×            | 1986/87       |
| Tottenham Hotspur |               |               |
| FA Cup            | 1×            | 1990/91       |
| FA Charity Shield | 1×            | 1991          |